# Пальцы веером
«Пальцы веером» (англ. Two Hands ― дословно «Две руки») — австралийская криминальная комедия, выпущенная в 1999 году. Сценаристом и режиссёром фильма является Грегор Джордан, для которого фильм стал дебютным. В главных ролях снялись Хит Леджер, Брайан Браун и Роуз Бирн. Премьера фильма в Австралии состоялась 29 июля 1999 года. В РФ фильм вышел сразу на DVD ― 14 ноября 2001 года.

## Сюжет
Джимми (Хит Леджер) работает охранником в стриптиз-клубе Kings Cross, а в свободное время участвует в боксёрских поединках на деньги. Однажды к клубу подъезжает машина местного авторитета Па́ндо (Брайан Браун), у которого есть поручение для Джимми: необходимо всего лишь доставить конверт с 10 000 долларов в Бонди и передать его одной женщине, живущей там. Получив конверт и ключи от только что отремонтированной машины Эйко (Дэвид Филд) Ford Falcon, Джимми отправляется выполнять поручение. Женщины дома не оказалось, и решив не терять время зря, парень пошёл на пляж: посидеть, глядя на волны, искупаться; тем более, что находится он совсем рядом. Спустя время, выйдя из воды, Джимми понимает, что пока он плавал, его обокрали — пропал конверт с 10 000 долларов, и теперь у него большие проблемы с Па́ндо и его бандой, для которых убить человека — не проблема и за меньший промах. В это время беспризорники Пит (Ивэн Шивз) и Хелен (Мэриэл МакКлори), которые ограбили Джимми на пляже, тратят деньги на сладости, радостно обсуждая разные эпизоды из своей жизни, и делясь впечатлениями.
Автомобиль, на котором Джимми приехал в Бонди, был украден неким молодым человеком и доставлен механику с намерением продать его. Механик оказывается старым другом Эйко, и узнав машину, тотчас же сообщает ему об этом. Недовольный новостью об угоне его машины, Эйко подозревает, что в этом замешан Джимми, и немедленно с бандой Па́ндо едет забирать машину, весь на взводе. Проносясь на огромной скорости по улочкам города, Эйко не замечает и сбивает насмерть Пита. Выйдя из машины и разочарованно осмотрев повреждения машины, даже не взглянув на сбитого мальчика, Эйко оттаскивает тело Пита с дороги и бросает в сточную канаву. Всё это происходит на глазах у шокированной и стоящей в оцепенении Хелен. Спустя время Эйко уезжает, оставив плачущую Хелен рядом с её мертвым другом.
В это время Джимми придумывает план, как погасить долг — ограбление банка в Бэнкстауне, вместе с двумя сообщниками, на следующий день. Не зная, чем занять себя вечером, Джимми решает пригласить Алекс (Роуз Бирн), симпатия к которой взаимна, в кафе, несмотря на грозящую ему опасность. Во время звонка Джимми к Алекс зашёл Лес (Кири Парамор), пытаясь пригласить её в кино, и услышав о приготовлении к встрече с Джимми, а также зная, где будет проходить свидание — сообщает банде Па́ндо о местонахождении пары. Джимми, понимая свою оплошность, узнав от Алекс про Леса, который был рядом во время его звонка, и увидев подходящих к дверям кафе парней Па́ндо — вынужден быстро бежать вместе с Алекс, пытаясь скрыться по Сиднейской монорельсовой дороге, однако побег оказывается неудачным. Нанеся несколько мощных ударов и разбив нос Джимми, Па́ндо и его банда затаскивают парня в свою машину и отправляются в отдалённое место, где планируют убить его, как когда-то и брата Джимми. Алекс в слезах, и, не зная что предпринять, осталась стоять и смотреть, как Джимми увозят на машине. Приставив пистолет к голове парня, Па́ндо нажимает спусковой крючок, однако происходит осечка. Оказывается, патроны до этого попали в стиральную машину, что, возможно, привело к осечке. Па́ндо отправляет одного из своих парней за другим пистолетом к машине, а сам начинает разглагольствовать, благодаря чему Джимми узнаёт, что его брата (Стивен Видлер) убили эти же люди, здесь же. Однако, благодаря косвенному вмешательству убитого брата, Джимми удается вырваться и сбежать, чтобы подготовиться к ограблению банка, которое должно произойти уже сегодня.
Во время ограбления сообщник Джимми, возвращаясь из хранилища с полными сумками наличности, неудачно падает на шею и отключается. Видя это, Джимми делает знаки водителю, чтобы тот помог дотащить до машины незадачливого сообщника. Эта заминка привела к тому, что полиция оказалась уже на месте и без предупреждения открыла огонь на поражение. Грабители открыли ответный огонь, и началась ожесточённая перестрелка, быстро закончившаяся. Водитель банды грабителей убит на месте, а в машине, предназначенной для отхода, пробиты колёса, в результате чего на ней уже не скрыться, поэтому необходимо срочно искать другую. Сообщник постепенно приходит в себя, и вместе с Джимми они останавливают и угоняют первую попавшуюся машину (Toyota Celica), быстро уезжая прочь. В целом ограбление прошло успешно, а доля Джимми с лихвой превышает необходимую ему сумму.
Джимми возвращается в офис Па́ндо, для того, чтобы выплатить долг в 10 000 долларов. То, как парень вернул деньги, впечатляет Па́ндо настолько, что он сразу предлагает ему новую работу с хорошей оплатой. Однако Джимми, посмотрев на Па́ндо с отвращением, наставляет прямо ему в голову пистолет, но с трудом сдерживается, чтобы не нажать на спусковой крючок, и понимает, что не сможет таким образом отомстить за убитого брата. Выходя из офиса, парень замечает девочку (Хелен), которая идёт туда же, проходя мимо него с серьёзным лицом. Минуту спустя Хелен расстреливает всю банду Па́ндо, в отместку за своего сбитого друга днём ранее, не оставляя никого в живых. Возвращаясь к себе домой, Джимми видит, что в комнате был обыск, который проводила банда Па́ндо, а его ожидает Алекс… Обменявшись взглядами и поняв всё с полуслова, они вместе направляются в аэропорт, где покупают билеты «на север», вдали от стресса жизни в Сиднее.

## В ролях
- Хит Леджер — Джимми
- Брайан Браун — Па́ндо
- Роуз Бирн — Алекс
- Дэвид Филд — Эйко
- Том Лонг — Уолли
- Тони Форроу — Эдди
- Стивен Видлер — человек[7]
- Сьюзи Портер — Дейдра
- Мэриэл МакКлори — Хелен, девушка с короткой стрижкой, беспризорница
- Ивэн Шивз — Пит, беспризорник
- Дэйл Кальнинш — Боб
- Мэттью Уилкинсон — «Ракета»
- Кири Парамор — Лес
- Митчелл Бутел — клерк в аэропорту

## Саундтрек
В качестве саундтрека использовался сингл Powderfinger «These Days», видео для клипа которого было скомпилировано из сцен фильма «Пальцы веером». Цезари Скубижевски написал оригинальную музыку для саундтрека. Список композиций:
1. «These Days» — Powderfinger
2. «Lucky Star» — Alex Lloyd
3. «Walking Kings X» — Цезари Скубижевски
4. «What Does it Matter» — Primary
5. «Stadium» — Skunkhour
6. «Dark State of Mind» — Tuatara
7. «Belter» — Powderfinger
8. «Staircase» — Цезари Скубижевски
9. «Down in Splendour» — Straitjacket Fits
10. «Heavenly Sublime» — Tracky Dax
11. «Fletcher’s House» — Цезари Скубижевски
12. «Two Hands» — Кейт Себерано
13. «Love Theme» — Цезари Скубижевски
14. «This Guy’s In Love» — The Reels
15. «Kare Kare» — Crowded House

## Награды и номинации
- 1999 — 5 премий AACTA:
  - лучший фильм (Мэриан Макгоуэн);
  - лучший режиссёр (Грегор Джордан);
  - лучший оригинальный сценарий (Грегор Джордан);
  - лучший актер второго плана (Брайан Браун);
  - лучший монтаж (Ли Смит).
- 1999 — 5 номинаций AACTA:
  - лучший актер (Хит Леджер);
  - лучшая актриса второго плана (Сьюзи Портер);
  - лучший дизайн костюмов;
  - лучшая оригинальная музыка (Цезари Скубижевски);
  - лучший монтаж звука.
- 1999 — Международный кинофестиваль в Стокгольме — номинация «Бронзовая лошадь» (Грегор Джордан).